# Х
Х حرف من حروف الأبجدية السيريلية، يقابله بالعربية الحرف خ ويشابهه في النطق. يوجد هذا الحرف في كل من الروسية، الأوكرانية، والبيلاروسية. في بعض اللغات كاللغة المقدونية وبعض اللهجات الصربية والبلغارية ينطق هذا الحرف ه. وينحدر الحرف من الحرف اليوناني خي.